# Оптична товщина
Оптична товщина – добуток об’ємного коефіцієнта послаблення світла середовищем на геометричну довжину шляху променя світла в середовищі. Характеризує послаблення світла в середовищі за рахунок його поглинання та розсіювання.